# Pascual Abaj

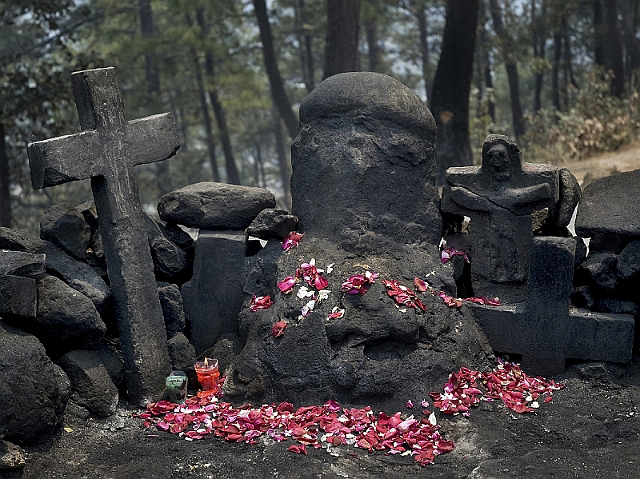
La deïtat Pascual Abaj, situat al seu altar al cim del turó Turk'aj, a 1200 metres del centre de la localitat de Chichicastenango (Guatemala). A l'esquerra es veu una creu cristiana, i a la dreta hi ha un crucifix, que indiquen la presència d'un fort sincretisme religiós.

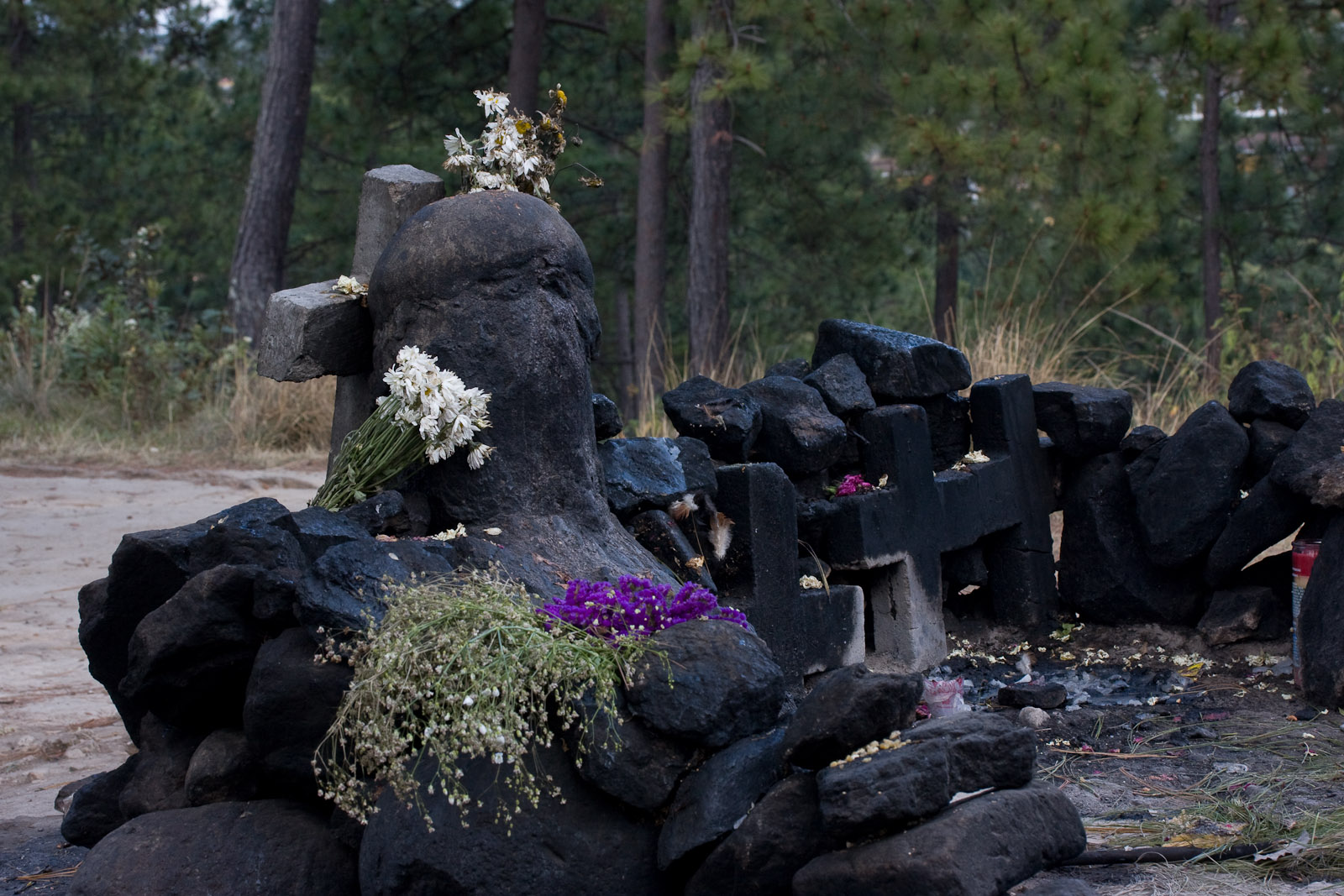
Primer pla de la deïtat Pascual Abaj, completament vandalitzada en les darreres dècades.

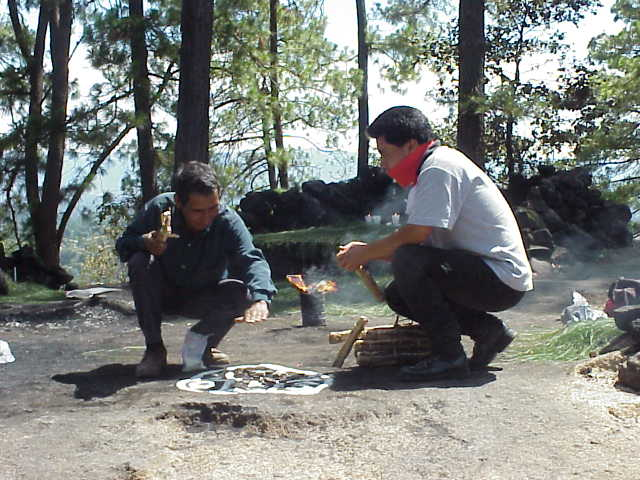
Un peticionant acompanya el xaman que fa una ofrena per intercedir davant el déu Pascual Abaj.

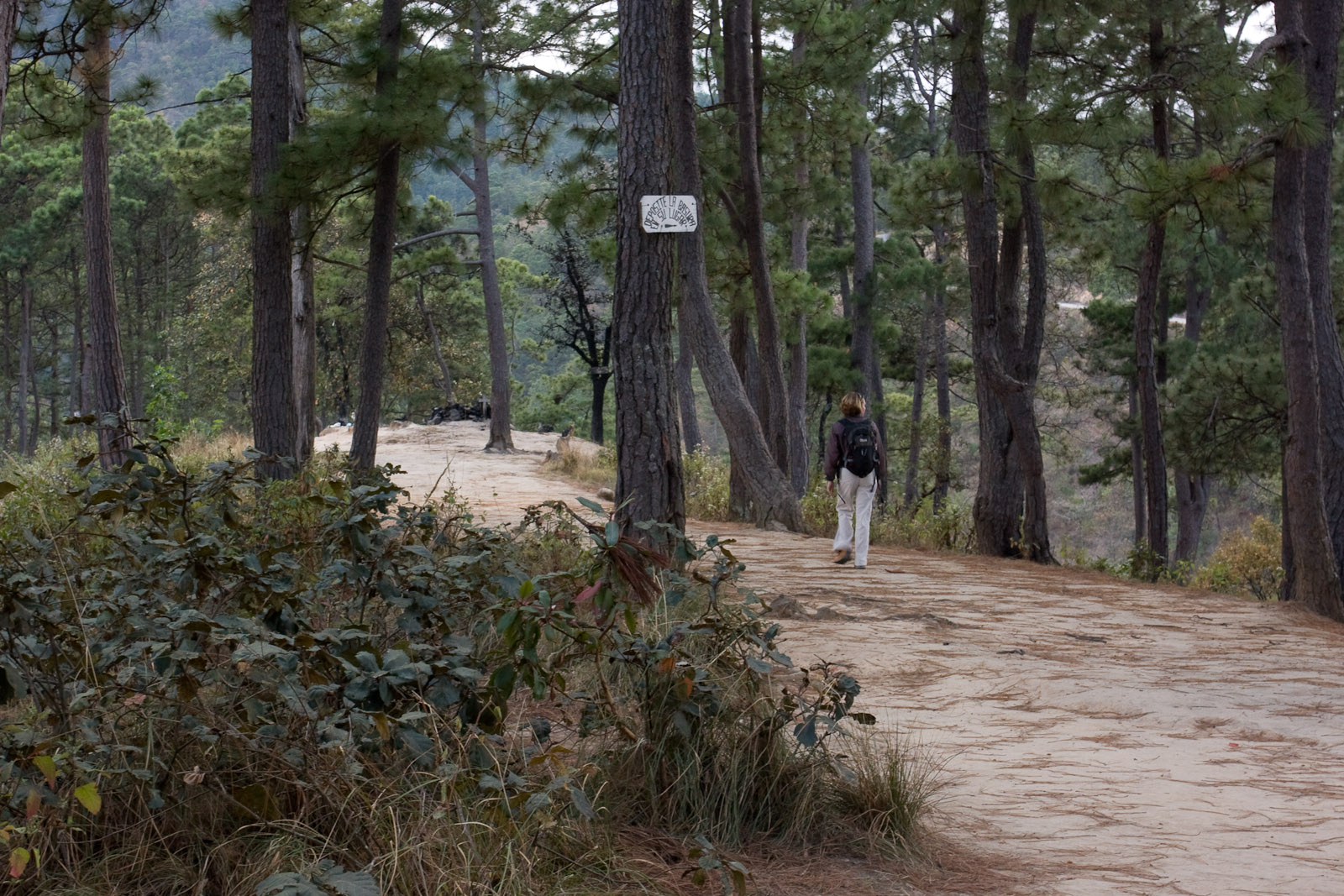
Últim tram del carrer des de la ciutat de Chichicastenango (1200 metres).

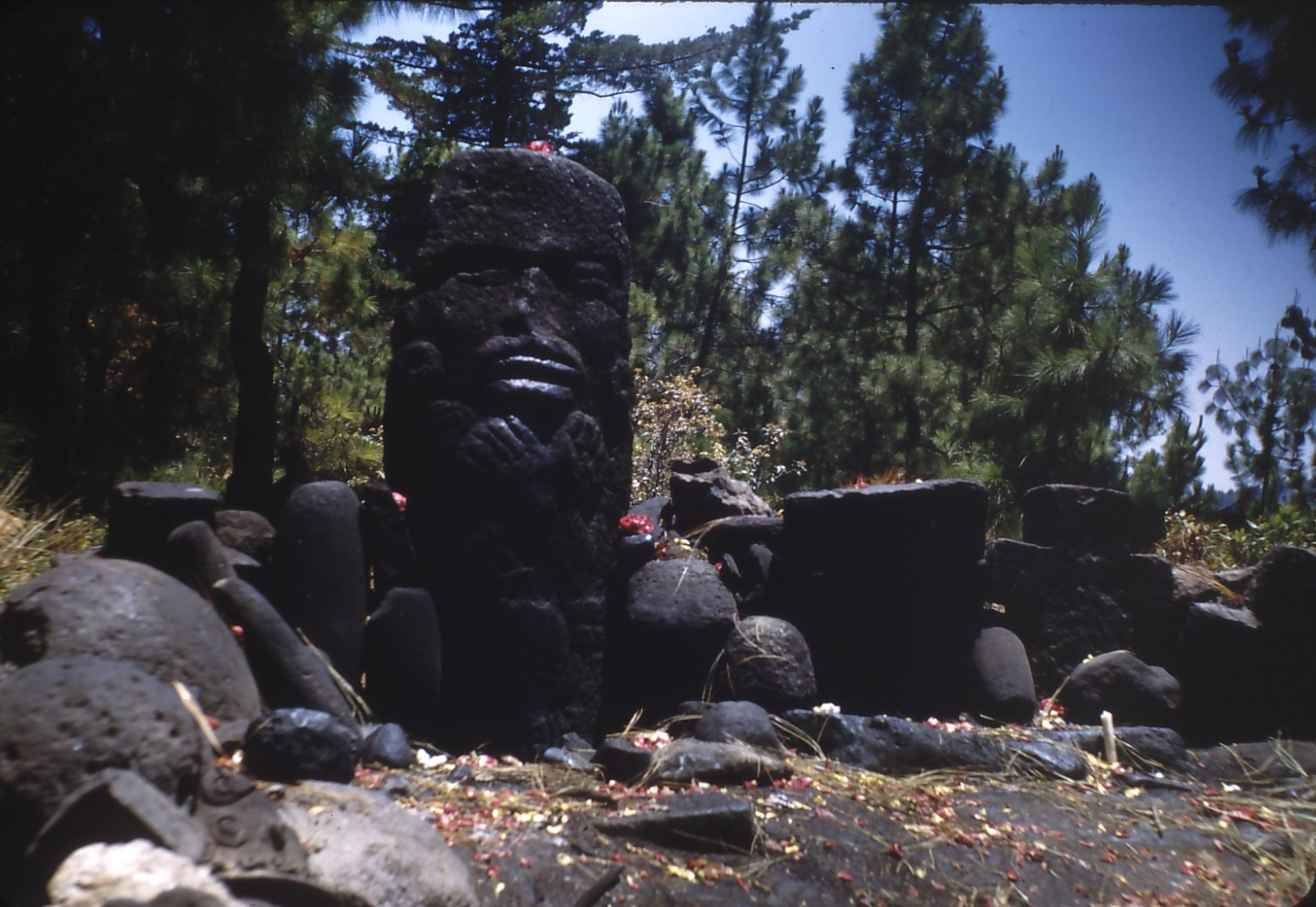
La deïtat Pascual Abaj tal com es veia el 1948, abans de ser vandalitzada per «ladins» antipagans catòlics. Noteu l'absència de creus cristianes.

Pascual Abaj és un déu maia amb forma d'ídol de pedra. Es troba en un altar de pedra (amb dues creus cristianes) al cim del turó Turk'aj, a 1200 metres del centre de la localitat de Chichicastenango (Guatemala). Al cim hi ha una clariana del bosc on hi ha l'altar amb l'efígie del déu Pascual Abaj.

## Nom

### El déu Pascual Abaj
El déu Pascual Abaj també és conegut amb el nom de Juiup Takaj (Huyup Tak'ah: 'plana al turó'), i Turk'a, que podria significar 'deslligar-se', i per tant la pedra és considerada una deessa de la fecunditat.
El nom Pascual Abaj resulta de combinar el nom masculí cristià Pascual i la paraula k'iche' Abaj ('pedra').

### El turó Turk'aj
El turó es diu Turk'aj, nom k'iche' que podria significar 'lloc sagrat' o 'pedra sagrada'. El turó també podria anomenar-se Turk'a.
El turó Turk'aj també es coneix com a «turó Pascual Abaj» o «turó de Pascual Abaj» o «turó Juiup Takaj» (Huyup Tak'ah: 'planícia al turó'). Al cim es troba una clariana del bosc on hi ha l'altar amb l'efígie del déu Pascual Abaj.
L'altar és a 660 m a vol d'ocell (en línia recta) al sud-oest de l'església de Sant Tomàs (que està al centre de la ciutat de Chichicastenango) ―o a 1680 m recorrent el camí des del poble―, a 2110 msnm, o sigui 40 metres més alt que l'església. Està tot just a 100 m al sud dels barris del sud-oest de Chichicastenango (que són a 2070 msnm), ja 250 m a l'oest dels barris del sud (també a 2070 msnm). Chichicastenango és una petita ciutat, a 19 km al sud-sud-est de Santa Cruz, la capçalera del departament de Quiché (al centre de la República de Guatemala).

## Història
Al lloc on es troba des de fa segles l'església de Sant Tomàs ―al centre de Chichicastenango― hi havia el temple principal dels maies, l'altar del déu Abaj ―un ídol de pedra―. Els k'iche' van aconseguir retirar-lo del temple abans que els conqueridors espanyols el trobessin i el destruïssin. Va ser portat a la muntanya, i durant molt de temps van continuar adorant-lo d'amagat.
El lloc és molt reconegut pels turistes a causa de la centenària celebració de rituals dels pobladors k'iche'. Se'l considera un lloc sagrat. El déu Abaj és el déu de la terra, de la fertilitat i de la pluja.

## Cerimònies ancestrals
Al cim del turó Turk'aj ―que és més aviat un turó― els xamans (sacerdots maies) celebren cerimònies en honor al déu indígena Pascual Abaj. Els peticionaris demanen a un xaman perquè intercedeixi davant d'Abaj per tal de recuperar la salut perduda, obtenir alguna millora a la feina o els favors d'un amor. Els peticionaris es reuneixen al voltant del xaman, que fa ofrenes de candeles (espelmes de cera) de diferents colors, encens de resina copal, cigars de tabac, cigarretes, fruites, flors, branques d'arbres resinosos, gallines, ous, menjar, beguda (principalment guaro) i de vegades aus.